# Tarfita
La dinastia tàrfida o dels tàrfides fou una dinastia que va governar a Athr del 961 al 1068. El governador d'Athr (aleshores estació de peregrins i port important al nord del Iemen), Sulayman ibn Tarf al-Hakami, que era vassall dels zaidites del Iemen, es va fer independent (961) i després es va apoderar de tota la regió, que va rebre el nom de Mikhlaf dels Tàrfides (Mikhlaf Ibn Tarf) o Mikhlaf el Sulaymaní (Mikhlaf al-Sulaymani) i és la moderna regió d'Asir. El 1067/1068 els tàrfides, aliats als etíops, foren derrotats a al-Zaraib per l'emir sulàyhida Alí ibn Muhàmmad i la dinastia fou deposada. En revenja, fou amb la cooperació dels tàrfides que els sulaymànides es van poder apoderar del Mikhlaf (segle xi) i van arribar fins a la Meca.